# Richard Feistmantl
Richard Feistmantl es un deportista austríaco que compitió en luge. Ganó una medalla de plata en el Campeonato Europeo de Luge de 1954, en la prueba doble.

## Palmarés internacional
| Campeonato Europeo | Campeonato Europeo | Campeonato Europeo | Campeonato Europeo |
| Año                | Lugar              | Medalla            | Prueba             |
| ------------------ | ------------------ | ------------------ | ------------------ |
| 1954               | Davos (Suiza)      | Medalla de plata   | Doble              |